# Мейлер, Норман
Норман Кингсли Мейлер (англ. Norman Kingsley Mailer, 31 января 1923[…], Лонг-Бранч, Нью-Джерси — 10 ноября 2007[…], Нью-Йорк, Нью-Йорк) — американский писатель, журналист, драматург, сценарист, кинорежиссёр.

## Биография
Родился в Лонг-Бранче (Нью-Джерси) в еврейской семье. Отец — счетовод Исаак Барнет Мейлер, родился в ЮАР; мать — сиделка и домохозяйка Фаня Шнейдер, младшие сёстры — Барбара и Норма.
Рос в Нью-Йорке, обучался в школе в бруклинском районе Бедфорд — Стайвесант. В 1939 году поступил в Гарвардский университет, где изучал аэронавтику, окончил университет в 1943 году. В студенческие годы заинтересовался литературной деятельностью — первый рассказ был написан и опубликован им в возрасте 18 лет, в 1941 году, и получил премию университетского журнала.
Воевал на Филиппинах. Кроме литературы, занимался журналистикой (он — один из основателей школы «нового журнализма»), писал киносценарии, сам снял несколько фильмов, в некоторых из них выступал как актёр.
В 1960 году в состоянии опьянения серьёзно ранил свою жену (вторую по счёту) перочинным ножом, после чего его поместили в сумасшедший дом на две недели. Позднее посвятил этому эпизоду стихотворение «Дождливым вечером с женой», в котором говорилось: «Пока ты в ход пускаешь нож, любовь жива».
Отмечен Emerson-Thoreau Medal Американской академии искусств и наук (1989).

## Литературное творчество
Наиболее известен его роман о Второй мировой войне «Нагие и мертвые», 1948. Кроме того, Мейлеру принадлежат романы «Олений заповедник» (англ. The Deer Park, 1955), «Американская мечта» (англ. An American Dream, 1965), «Зачем мы во Вьетнаме» (англ. Why Are We in Vietnam?, 1967), «Крутые парни не танцуют» (англ. Tough guys don't dance, 1984), «Евангелие от Сына Божия» (англ. The Gospel According to the Son, 1997), «Замок в лесу» (англ. The Castle in the Forest, 2007), «Вечера в древности» (англ. Ancient Evenings, 1983, о Древнем Египте), эссе «Белый негр», 1956), «Песнь палача» (англ. The Executioner's Song, 1979, в основу положена биография преступника Гэри Гилмора, книга получила Пулитцеровскую премию), «Призрак проститутки» (англ. Harlot's ghost, 1991) и др.
Широкую известность приобрели документальные репортажи Мейлера «Армия ночи» о марше мира на Вашингтон (англ. The Armies of the Night, 1968, удостоен Пулитцеровской премии), «Майами и осада Чикаго» (англ. Miami and the Siege of Chicago: An Informal History of the Republican and Democratic Conventions of 1968, 1968) о национальных конвентах республиканской и демократических партий, «Огонь на Луне» (англ. Of a Fire on the Moon, 1969) о высадке человека на Луну. Он — автор биографий Мэрилин Монро (англ. Marilyn: A Biography, 1973), Пикассо (англ. Portrait of Picasso as a Young Man: An Interpretive Biography, 1995), Ли Харви Освальда (англ. Oswald's Tale: An American Mystery, 1996).

## Работа в кино
В 1968 году Мейлер поставил фильмы «Дикость-90» и «Вне закона». В 1970 году снял сатирическую ленту о президентских выборах «Мэйдстоун», где исполнил одну из главных ролей. В 1987 году Мейлер выступил как режиссёр и сценарист фильма «Крутые парни не танцуют», поставленного им по собственному одноимённому роману. Кроме того, он снимался у Кеннета Энгера, Йонаса Мекаса, Милоша Формана («Рэгтайм», 1981), Жана-Люка Годара («Король Лир», 1987) и др.

## Издания на русском языке
- Приложение к журналу "Сельская молодёжь", т. 5 (Хаузер Г. — Взрыв в Авиньоне. / Пер. Г. Ашкинадзе и Бр. Горб; Мейлер Н.- Нагие и мёртвые. Пер. М. Брухнова). — М.: "Молодая гвардия", 1971. — 256 с. 785 000 экз.
- Мейлер Н. Нагие и мёртвые. Пер. И. Разумного. — М.: Воениздат, 1976. 100 000 экз.
- Мейлер Н. Американская мечта : Роман / Пер. с англ. А. Славинской, В. Топорова; Предисл. В. Топорова; Послесл. А. Андрюшкина; Худож. А. Коротаев. — СПб. : Трилон : ИНАпресс, 1993. — 299 с. (Цветы зла). ISBN 5-87135-003-8
- Мейлер Н.Портрет Пикассо в юности / Пер. с англ. А. Богдановского. — М.: Терра-Кн. клуб, 1998. — 366 с. (Портреты).; ISBN 5-300-02112-1
- Мейлер Н. Евангелие от Сына Божия[англ.] / пер. О. Варшавер. — М.: Махаон, 2001. — 283 с. (Современная классика). ISBN 5-18-000039-4
- Мейлер Н. Пикассо. Портрет художника в юности / Пер. с англ. К. Сошинской. — М.: Эксмо, 2002. — 399 с. (Genius Loci : GL). ISBN 5-699-01142-0
- Мейлер Н. Крутые парни не танцуют : Роман / Пер. с англ. В. О. Бабкова. — М. : АСТ, 2003. — 317 с. (Bestseller). ISBN 5-17-014425-3
- Мейлер Н. Призрак проститутки. Пер. Т. Кудрявцевой. — М., АСТ, 2004. — 1104 с., 5 100 экз.
- Мейлер Н. Олений заповедник : роман / Пер. с англ. Т. А. Кудрявцевой. — М. : АСТ : Люкс, 2005. — 414 с. (Классическая и современная проза). ISBN 5-17-028571-X (ООО "Изд-во АСТ")
- Мейлер Н. Вечера в древности. Пер. Т. Ротенберг и А. Фесюна. — СПб.: Амфора, 2007. — 772 с.
- Мейлер Н. Американская мечта/ пер. с англ. А. Славинской, В. Топорова. - М.: Изд. дом Мещерякова, 2007. - 315 с. (Переживая заново). ISBN 978-5-91045-031-2
- Мейлер Н. Евангелие от Сына Божия: роман / пер. с англ. О. Варшавер. — СПб.: Амфора, 2008. — 285 с. ISBN 978-5-367-00836-4
- Лесной замок : роман / пер. с англ. В. Л. Топоров. — СПб.: Амфора, 2008. — 446 с. ISBN 978-5-367-00637-7
- Мейлер Н. Берег варваров: роман / пер. с англ. В. Правосудова. — СПб.: Амфора, 2009. — 540 с. ISBN 978-5-367-01057-2
- Мейлер Н. Белый негр. Поверхностные размышления о хипстере. / Пер. Н. Михайлин. — М.: "Ад Маргинем Пресс", 2015. — 127 с.